# Tutto Totò
Tutto Totò è una serie televisiva Rai del 1967 diretta da Daniele D'Anza. La serie, composta da 9 episodi (più un decimo andato perduto) di 50 minuti l'uno, fu interpretata da Totò nel 1967, durante gli ultimi mesi della sua vita. De Curtis sfruttò l'occasione per portare sul piccolo schermo i suoi sketch teatrali più famosi, alcuni soggetti di film mai realizzati, più alcuni copioni nuovi scritti per l'occasione. L'attore morì durante la lavorazione degli ultimi episodi della serie, che non poté dunque essere completata.

## Trama
Tutti gli episodi, della durata approssimativa di 50 minuti ciascuno, hanno un loro filo logico anche se spesso molto esile; ben più rilevante è il gran numero di sketch tratti dall'intera carriera teatrale e cinematografica di Totò, riproposti assieme alle sue celebri spalle Mario Castellani e Gianni Agus, con ospiti come Gino Cervi, Ernesto Calindri, Walter Chiari, Peppino Di Capri, Patty Pravo e altri.
Nella serie, Totò reimpiega buona parte del suo repertorio: ad esempio lo sketch del Parrucchiere per signora (tratto dalla rivista teatrale Bada che ti mangio!) nell'episodio Il tuttofare, quello del Manichino in Don Giovannino e quello del Vagone letto in Premio Nobel (entrambi collaudati nella rivista C'era una volta il mondo). Quest'ultimo era già stato portato sullo schermo, sempre insieme a Mario Castellani, in Totò a colori (1952).

## Produzione

Una foto di scena di Totò yè yè

Totò era sempre stato perplesso riguardo ad una sua eventuale presenza in televisione, strumento d'intrattenimento che gli incuteva timore, ma quando nell'autunno del 1965 la Rai gli propose per la prima volta di realizzare una serie televisiva a puntate, accolse la proposta con singolare fiducia. In un'intervista anticipò che desiderava riproporre per il piccolo schermo il meglio del suo repertorio d'avanspettacolo, di varietà, di rivista, cinematografico e di prosa, in puntate precedute da un'introduzione-dibattito con presenti in studio un autore, un attore, un critico e un impresario. La serie avrebbe dovuto essere diretta proprio da Michele Galdieri, il commediografo degli anni d'oro del teatro di rivista di Totò; ma nel novembre del 1965 Galdieri morì. Mario Castellani e lo stesso Totò iniziarono così ad organizzare personalmente il lavoro d'adattamento degli sketch, intraprendendo assieme un meticoloso lavoro di ricostruzione a memoria delle gag teatrali improvvisate trent'anni prima e andate perdute perché mai più riproposte.
Quando nella primavera del 1966 la Rai ufficializzò la proposta, le attese di Totò erano già state ridimensionate dai dirigenti televisivi: la serie fu ripartita su 10 episodi; nei primi sei si sarebbero dovute riproporre le migliori scenette comiche classiche di Totò, per i rimanenti quattro si sarebbero girate scenette nuove e alcuni numeri musicali d'attualità; nessuna introduzione o dibattito. La regia fu infine affidata al giovane regista di sceneggiati televisivi Rai Daniele D'Anza, mentre Bruno Corbucci fu affiancato a Totò e Castellani per il soggetto e la sceneggiatura. Le prime riprese vennero girate in 16mm tra giugno e novembre 1966. Buona parte degli episodi furono filmati negli studi del Teatro delle Vittorie, con esterni girati in prevalenza a Roma e in paesi minori del Lazio. Nello stesso periodo Totò girò alcune brevi scene del film Operazione San Gennaro e del cortometraggio di Pier Paolo Pasolini La terra vista dalla luna dal film Le streghe.
Una volta presentati i montaggi preliminari alla commissione di messa in onda Rai nel dicembre 1966, nonostante Totò e gli sceneggiatori fin dalle prime stesure dei copioni avessero cercato di evitare battute sconvenienti, furono imposti numerosi tagli e rifacimenti. L'episodio Il tuttofare fu il maggiormente manipolato, ma anche Don Giovannino e La scommessa subirono parecchi tagli, soprattutto nelle parti improvvisate dal comico napoletano. L'episodio Totò a Natale, che doveva consistere in una festa di famiglia durante la quale Totò avrebbe dovuto far divertire gli ospiti con gag a raffica, venne soppresso definitivamente attorno a marzo 1967 perché considerato immorale ed oltraggioso. Di quest'episodio non è sopravvissuta alcuna traccia, né filmica né fotografica né documentale; si tratta quindi probabilmente dell'unico film del comico napoletano andato interamente perduto. La prima data di messa in onda, prevista per gennaio 1967, slittò così a data da definirsi. Totò non accettò di buon grado il trattamento riservatogli dai dirigenti Rai; tuttavia tornò diligentemente sul set a rigirare buona parte degli episodi agli inizi del 1967.
La disorganizzazione del set contribuì a sua volta a peggiorare il risultato degli episodi: il regista Daniele D'Anza lasciò talvolta le riprese nelle mani del produttore o di altri componenti della crew, in quanto contemporaneamente impegnato in altri progetti. Inoltre l'operatore alla macchina da presa - il futuro direttore della fotografia Vittorio Storaro - era alle primissime armi nel mondo del cinema, e proprio alla sua inesperienza sono dovuti alcuni campi lunghi e primi piani piuttosto imprecisi (si veda ad esempio l'inquadratura panoramica iniziale di Napoli nell'episodio Totò a Napoli).
La serie non ebbe neppure la ricchezza scenografica auspicata da Totò: si predilessero le riprese di primi piani tipicamente televisivi, con sullo sfondo dello studio ricostruzioni scenografiche poco più che sommarie, molto inferiori agli scintillanti palcoscenici teatrali che Totò desiderava.

Il gruppo musicale dei Royals nell'episodio Totò Ciak interpreta la canzone Una porta chiusa

Quando fu annunciato che la serie sarebbe stata messa in onda a partire dal mese di giugno di quell'anno, Totò fece presente con amarezza che la TV l'avrebbe così relegato alla stagione morta. La protesta ebbe effetto e i dirigenti decisero di anticipare la messa in onda al mese di maggio, sebbene i rifacimenti non fossero ancora stati terminati. Gli ultimi ciak vennero battuti tra il 5 e il 10 aprile 1967.
Il 15 aprile 1967 il comico napoletano morì improvvisamente lasciando incompleti alcuni episodi. Totò ciak e Totò a Napoli rimasero incompiuti nella colonna sonora, ed è facile notare come la voce di Totò in alcuni tratti sia stata doppiata dal celebre imitatore Alighiero Noschese. Si narra che quest'ultimo chiese per compenso una cifra simbolica, ma che poi aggiunse ad essa un proprio generoso assegno e che inviò la somma all'orfanotrofio di Sant'Antonio a nome di Totò. Il penultimo episodio, Totò yè yè, rimase incompleto di due scene e non venne trasmesso alla data annunciata di messa in onda (fine giugno 1967). Fu trasmesso per la prima volta in televisione solo il 27 aprile 1986 su Euro TV, mentre la prima messa in onda da parte di un canale Rai risale addirittura al millennio successivo (3 ottobre 2007 su Rai 3). L'incompletezza del girato può essere notata anche dalla durata dell'episodio, che è il più breve di tutti: nel montaggio provvisorio in 16mm (ritrovato negli archivi Rai negli anni '80 da Giancarlo Governi) raggiunge i 40 minuti, incluse le sigle, contro i 50 minuti degli episodi regolarmente completati.
La trasmissione della serie fu replicata nell'estate del 1978, in seconda serata, su Rete 1. L'intera serie è stata pubblicata in DVD dalla Fabbri Editori nel 2006, poi nuovamente dalla Elleu tra il 2007 e il 2008.

## Colonna sonora e sigle
La colonna sonora per la serie fu realizzata da Gianni Ferrio; è composta da un solo brano, eseguito strumentalmente durante le scene degli episodi ed in versione cantata da un coro misto durante i titoli di testa. Per i titoli di coda fu scelta la canzone Non c'è più niente da fare di Bobby Solo, che con questo brano rientrava finalmente in Rai dopo un'assenza lunga un anno dovuta ad alcuni screzi precedenti. Anche grazie ai passaggi in televisione, il brano raggiunse in classifica il numero 6 nell'agosto del 1967, sancendo il ritorno al successo di Bobby Solo dopo una serie di singoli fallimentari.

## Successo di pubblico e ricezione critica
Finché fu in vita, Totò ebbe costantemente contraria la critica giornalistica, che non avrebbe risparmiato neanche la sua serie televisiva. Occorre però riconoscere in questo caso che, nonostante i duetti con Mario Castellani mostrino una straordinaria freschezza, a causa della censura e dei frettolosi rifacimenti gli episodi risultano di qualità disomogenea, con risultati ora apprezzabili e ora modesti.
Ciò non impedì sia alla prima messa in onda di Tutto Totò che alla replica del 1978 di registrare un rimarchevole successo di pubblico, il quale oscillò tra i dodici e i diciassette milioni di spettatori, con un indice di gradimento (tipo di misura in vigore all'epoca) compreso tra 60 e 75. Le trasmissioni ebbero inoltre l'effetto di attrarre il pubblico più giovane verso l'arte comica di Totò.
Il critico Roberto Gervaso in un articolo de La Domenica del Corriere datato 18 dicembre 1966, riferì alcuni piccoli aneddoti censori, criticando l'eccessivo accanimento della commissione Rai verso la serie Tutto Totò. Secondo Gervaso, a causa delle modifiche imposte gli episodi avevano perduto molto del loro spirito comico originale.
Mario Castellani, in un'intervista, commentò deluso l'occasione perduta per celebrare in grande stile l'arte di Totò: «Sono state fatte le cose in fretta, né più né meno come si faceva al cinema». Tornò sull'argomento nel 1973, rievocando quei giorni con profonda amarezza: «Fui io ad avere l'idea di quel programma, e mi dispiace parlarne male. Poiché a suo tempo non era stata fatta nemmeno una registrazione dei nostri sketch di maggior successo, con un lavoro di mesi cercai di ricostruire a memoria battute e dialoghi che io e Totò inventavamo sulla scena. Gli autori presero così i vecchi sketch da me ricostruiti, ci aggiunsero una testa e una coda, e li fecero girare in studio ma il risultato fu che vennero fuori soltanto dei brutti fumetti. L'unica cosa buona di quella trasmissione è stata che Totò non fece in tempo a vedersi sul piccolo schermo, altrimenti si sarebbe guastato il sangue dalla rabbia.»

## Episodi
Gli episodi per titolo e data di prima trasmissione:
| Il latitante      | 4 maggio 1967 |
| Il tuttofare      | 10 maggio 1967                                                                                                   |
| Il grande maestro | 13 maggio 1967                                                                                                   |
| Don Giovannino    | 18 maggio 1967                                                                                                   |
| La scommessa      | 25 maggio 1967                                                                                                   |
| Totò Ciak!        | 8 giugno 1967 |
| Totò a Napoli     | 13 giugno 1967                                                                                                   |
| Totò Yè Yè        | annunciato per il 29 giugno 1967 (non trasmesso); andato in onda per la prima volta il 27 aprile 1986 su Euro TV |
| Premio Nobel      | 6 luglio 1967 |
| Totò a Natale     | Mai trasmesso; il girato è successivamente andato perduto                                                        |